# Нарт (футбольный клуб, Нарткала)
«Нарт» — российский футбольный клуб из Нарткалы. Основан в 1995 году.

## Названия
- 1995 — «Спартак-2» (был фарм-клубом нальчикского «Спартака»[2])*.
- 1996—2003 — «Нарт».
- 2003—2006 — «Аруан».
- с 2007 — «Нарт».

* Примечание. Не следует путать с клубом «Спартак»-д (Нальчик), выступавшим в 1996—1997 годах в Третьей лиге ПФЛ и в последующие сезоны — в Первенстве КФК.

## История
В 1995—2002 годах играл на профессиональном уровне в Третьей (1995—1997) и Второй (1998—2002) лигах первенства России. Лучшее достижение — 9-е место в зоне «Юг» Второй лиги в 2000 году.
В 2003—2006 годах — участник первенства России среди любительских клубов. Чемпион России среди ЛФК 2003 года.
Бронзовый призёр чемпионата Кабардино-Балкарской республики 2008 и 2009 годов.